# Path of Resistance
Path of Resistance is een Amerikaanse metalband opgericht door de overgebleven bandleden van Earth Crisis na het busongeluk dat ervoor zorgde dat drummer Dennis Merrick niet meer kon spelen. Het doel van Path of Resistance was teruggaan naar de basis waar ze ooit begonnen waren zowel fundamenteel gesproken als muzikaal.
Na het uitbrengen van hun debuutalbum Who Dares Win bij Victory Records in 1997 bleef het een tijd lang stil, totdat in 
2006 besloten werd een nieuw album op te nemen genaamd Can't Stop the Truth.

## Leden
- Karl Buechner - zang
- Shane Durgee - basgitaar
- Kris Weichman - gitaar
- Scott Crouse - gitaar
- Michael Riccardi - drums
- DJ Rose - zang
- Ian Edwards - zang

## Discografie
- Who Dares Wins (1997)
- Can't Stop the Truth (2006)